# Totò terzo uomo
Totò terzo uomo è un film del 1951, diretto da Mario Mattoli.

## Trama
Nel borgo di pescatori di Santa Serenella vivono Pietro e Paolo, due fratelli gemelli di opposti caratteri; Pietro, sindaco del paese, è burbero, preciso, pignolo tutto d'un pezzo e non lascia mai parlare la moglie; totalmente diverso dal fratello è Paolo, che ama la bella vita e le belle donne, come la moglie dell'oste Oreste a discapito della propria consorte.
La diatriba tra i due fratelli si ripercuote su tutto il paese, perché la costruzione del nuovo carcere, che darà pane e lavoro a tutti, sorgerà su un terreno di proprietà di Paolo e nonostante già ci sia la delibera comunale all'acquisizione del terreno da parte del comune, Pietro si rifiuta di portare avanti la transazione con il fratello, bloccando così l'inizio dei lavori, perché teme si possa pensare che faccia favoritismi al fratello.
A tentare di approfittare della situazione ci proverà Anacleto, il sarto del paese, più bravo ad imbastire truffe che vestiti: egli in galera ha conosciuto Totò, il terzo fratello gemello segreto di Pietro e Paolo, che, una volta tornato libero, ha istruito per entrare a casa di Pietro, spacciandosi per quest'ultimo, per farsi dare i soldi spettanti a Paolo per la vendita del terreno.
La messa in scena genera una serie di equivoci, perché Totò, nelle vesti di Pietro, nonostante le istruzioni di Anacleto per assomigliargli in tutto e per tutto, si comporterà in modo totalmente diverso dal burbero sindaco, generando non pochi equivoci, ma uscendone a mani vuote, perché i soldi sono stati direttamente consegnati dal messo comunale a casa di Paolo.
Per recuperarli, Totò entra pure a casa di Paolo, spacciandosi per quest'ultimo e creando altri equivoci con la moglie e con la procace cameriera dello stesso, senza però recuperare i soldi a causa del sopraggiungere del vero Paolo.
Pietro e Paolo, convinti rispettivamente che l'altro sia entrato in casa propria spacciandosi per sé, si denunciano al procuratore; così mentre va in scena un processo surreale senza capo né coda, Totò viene rapito dall'oste Oreste che, credendolo Paolo, vuole farlo fuori per gelosia; Totò riesce a salvarsi grazie all'aiuto dell'ubriacone del paese, l'unico che aveva visto sia Totò che Paolo uscire da casa di quest'ultimo, ma non era stato creduto perché regolarmente ubriaco.
Intanto in tribunale, tra la confusione generale, qualcuno inizia a sospettare che possa esistere un terzo fratello: in questo caso Pietro è pronto a regalargli il suo capanno da pesca e Paolo i suoi fucili e i suoi cani da caccia. A questo punto, Totò raggiunge il tribunale rivelando tutta la verità. Per il terzo fratello si prospetta finalmente una vita tranquilla e agiata, grazie ai lasciti dei suoi fratelli, in compagnia della bella ex-cameriera di Paolo.

## Produzione

### Riprese
Il paesino di Santa Serenella non esiste nella realtà: è stato ricreato mettendo insieme scorci di Formia e Minturno (provincia di Latina, Lazio).